# Graine de caroube
Les graines de caroube sont brunes, de forme ovoïde aplatie biconvexes et très dures, dont la taille et le poids sont assez réguliers, ont servi d'unité de mesure dans l'Égypte antique.
| M29 |

| M29 |

Hiéroglyphe égyptien d'une gousse de caroube.

## Utilisations

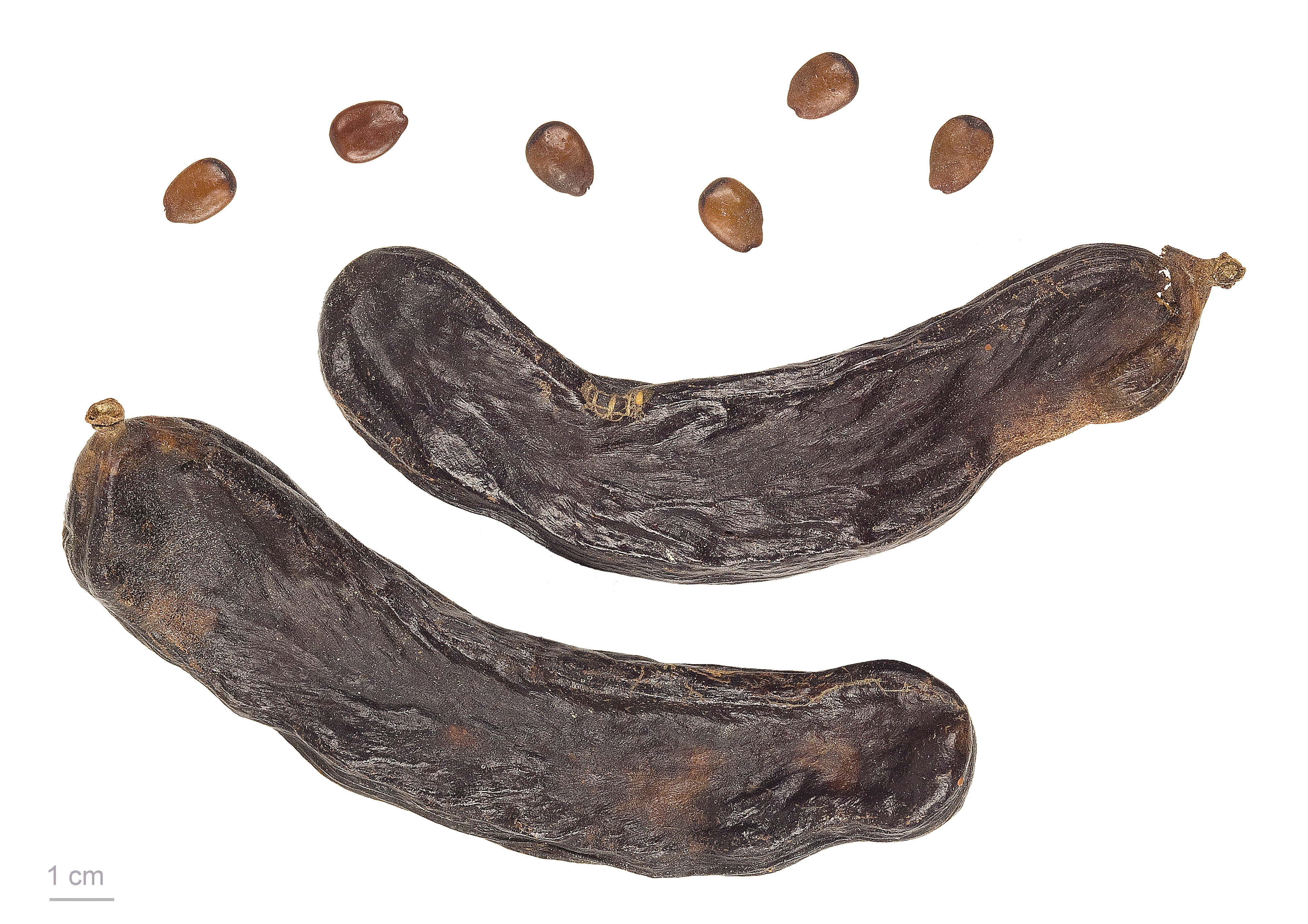
Gousses de caroubier (Ceratonia siliqua) et leurs graines - Muséum d'histoire naturelle de Toulouse.

Issues du caroubier, leur poids aurait servi à déterminer le carat par les premiers joailliers.
Le mot caroube vient du latin médiéval carubia emprunté à l'arabe harrubah ou karruba, alors que le mot carat vient de l'italien carato emprunté à l'arabe qirat « petit poids » du grec keration « petite corne » puis « tiers d'obole ».
À l'époque moderne, les graines de caroube servent à fabriquer la gomme de caroube utilisée dans l'industrie alimentaire comme épaississant (fromages, produits de viande) ou stabilisant (crèmes glacées).